# Ambt Montfort
Ambt Montfort  è un ex-comune olandese situato nella provincia del Limburgo, nel comune di Roerdalen.

## Geografia antropica

### Frazioni
| N. | Frazione         | Abitanti |
| -- | ---------------- | -------- |
| 1  | Montfort         | 3080     |
| 2  | Posterholt       | 4265     |
| 3  | Sint Odiliënberg | 3573     |